# Мурая
Мурая (фр. Mouraye) — небольшой город и супрефектура в Чаде, расположенный на территории региона Саламат. Входит в состав департамента Бахр-Азум.

## Географическое положение
Город находится в юго-восточной части Чада, на правом берегу реки Саламат, на высоте 508 метров над уровнем моря.
Мурая расположена на расстоянии приблизительно 626 километров к востоку-юго-востоку (ESE) от столицы страны Нджамены.

## Население
По данным официальной переписи 2009 года численность населения Мураи составляла 45 245 человек (22 409 мужчин и 22 836 женщин). Население супрефектуры по возрастному диапазону распределилось следующим образом: 52,4 % — жители младше 15 лет, 42,5 % — между 15 и 59 годами и 5,1 % — в возрасте 60 лет и старше.

## Транспорт
Ближайший аэропорт расположен в городе Ам-Тиман.